# Академия по обществени науки на ЦК на КПСС
Академията по обществени науки при Централния комитет на Комунистическата партия на Съветския съюз (КПСС) е висше учебно заведение в СССР в периода 1948 – 1991 г. и е най-голямото и основно партийно висше учебно заведение на КПСС в СССР.
От 1991 г. след разпада на Съветския съюз, вече в Руската федерация, е преименувано на Академия за държавна служба на Руската федерация.

## История, катедри и кадри
Създадено е през 1948 г. с решение на Политбюро на ЦК на КПСС и Решение на Министерския съвет на СССР за обучение на кадрите на КПСС и подготовката им за ръководно издигане в йерархията на съветската партийна номенклатура. В академията съществуват 35 катедри главните от които са „Политика и икономика на социализма и маркс-ленинското учение“ и „Гоеполитика“. През 1951 – 1991 г. по споразумения на КПСС с братски съюзни партии от съюзни на СССР социалистически и други държави като Народна република България, Социалистическа република Румъния, Полска народна република, Чехословашка социалистическа република, Монголска народна република, Социалистическа република Виетнам, Унгарска народна република, Социалистическа федеративна република Югославия и др. в академията по обществени науки при ЦК на КПСС в Москва се обучават ръководни кадри на тези партии. По специално БКП и БЗНС (казионен) имат подписани споразумения за обучение на кадри от 1968 г., които са в сила до 1990 г. след няколко подновявания. Въпросите, отнасящи се до Академията по обществени науки при ЦК на КПСС, са в компетенциите на секретарите на ЦК на КПСС, на ЦК на БКП и на Постоянното присъствие на БЗНС (казионен), отговарящи за организационната политика в периода 1948 – 1990 г.
След разпада на СССР, Академията е преобразувана в Академия за държавни кадри на Руската федерация, която обучава кадри, необходими за държавното управление на Русия.

## Известни випускници
- Леонид Брежнев – генерален секретар на ЦК на КПСС 1964 – 1982 и Председател на Президиума на Върховния съвет на СССР 1977 – 1982 г.
- Иван Капитонов – секретар на ЦК на КПСС 1965 – 1985 г., Председател на Централната контролно-ревизионна комисия на ЦК на КПСС -1985-1988 г.
- Егор Лигачов – член на Политбюро на ЦК на КПСС и секретар на ЦК на КПСС 1985 – 1990 г.
- Виктор Никонов – член на Политбюро на ЦК на КПСС и секретар на ЦК на КПСС 1985 – 1989 г.
- Всеволод Мураховский – първи заместник предсдател на Министерския съвет на СССР и председател на Държавния агропромишлен комитет на СССР 1985 – 1989 г.
- Михаил Бусигин – министър на горите на СССР 1982 – 1989 г.
- генерал Владимир Крючков – председател на КГБ на СССР 1988 – 1991 г.
- маршал Дмитрий Устинов – министър на отбраната на СССР 1977 – 1984 и член на Политбюро на ЦК на КПСС 1977 – 1984 г.
- маршал Дмитрий Язов – министър на отбраната на СССР 1987 – 1991, кандидат-член на Политбюро на ЦК на КПСС 1987 – 1990 г.
- маршал Сергей Ахромеев – началник на Генералния щаб на Съветската армия 1984-декември 1988 г., Член на ЦК на КПСС 1984 – 1991 г.
- Георги Атанасов – министър-председател на НРБ 1986 – 1990 г., секретар на ЦК на БКП 1977 – 1986 г.
- Васил Цанов – секретар на ЦК на БКП 1981 – 1989 г.
- Стоян Овчаров – министър на икономиката и планирането 1987-1989 г.
- Алекси Иванов – заместник-председател на Министеският съвет на НРБ, министър на земеделието и горите на НРБ 1986-1988 г. и секретар на Постоянното присъствие на БЗНС 1976-1989г.
- Петър Танчев – секретар на БЗНС и първи зам. председател на Държавния съвет на НРБ 1974 – 1989
- Янко Марков – секретар на Постоянното присъствие на БЗНС 1973 – 1989 г. и министър на горите на НРБ 1971 – 1986 г.
- Пандо Ванчев – секретар на Постоянното присъствие на БЗНС 1986 – 1989 и министър на съобщенията на НРБ 1976 – 1986
- генерал Тенчо Папазов – заместник-министър на народната отбрана – 1971 – 1989 г.